# Fågelspindlar
Fågelspindlar, Theraphosidae, omfattar 843 arter i 13 underfamiljer. De flesta arter av fågelspindlar är ofarliga för människan. De största arterna, till exempel goliatspindel, kan äta  grodor, små reptiler eller små däggdjur och i sällsynta fall små fåglar, men den normala födan är olika slag av insekter. Många är håriga med brännhår som vid hot kan slungas iväg och orsaka smärta och irritation.

## Nordamerikanska "tarantlar"
Nordamerikanska arter av fågelspindlar kallas på engelska för tarantulas (ursprungligen på grund av viss likhet med italienska tarantlar, det vill säga vargspindlar). Detta har lett till spridningen av denna oegentliga användning av ordet.
En tidig utforskare av dessa spindlar var Maria Sibylla Merian, som på ett banbrytande sätt beskrev och avbildade många då okända arter. En av hennes illustrationer från Surinam visar en stor spindel som angiper en kolibri, vilket bidragit till föreställningen att fågelspindlarna har för vana att fånga fåglar, vilket egentligen är ganska ovanligt.

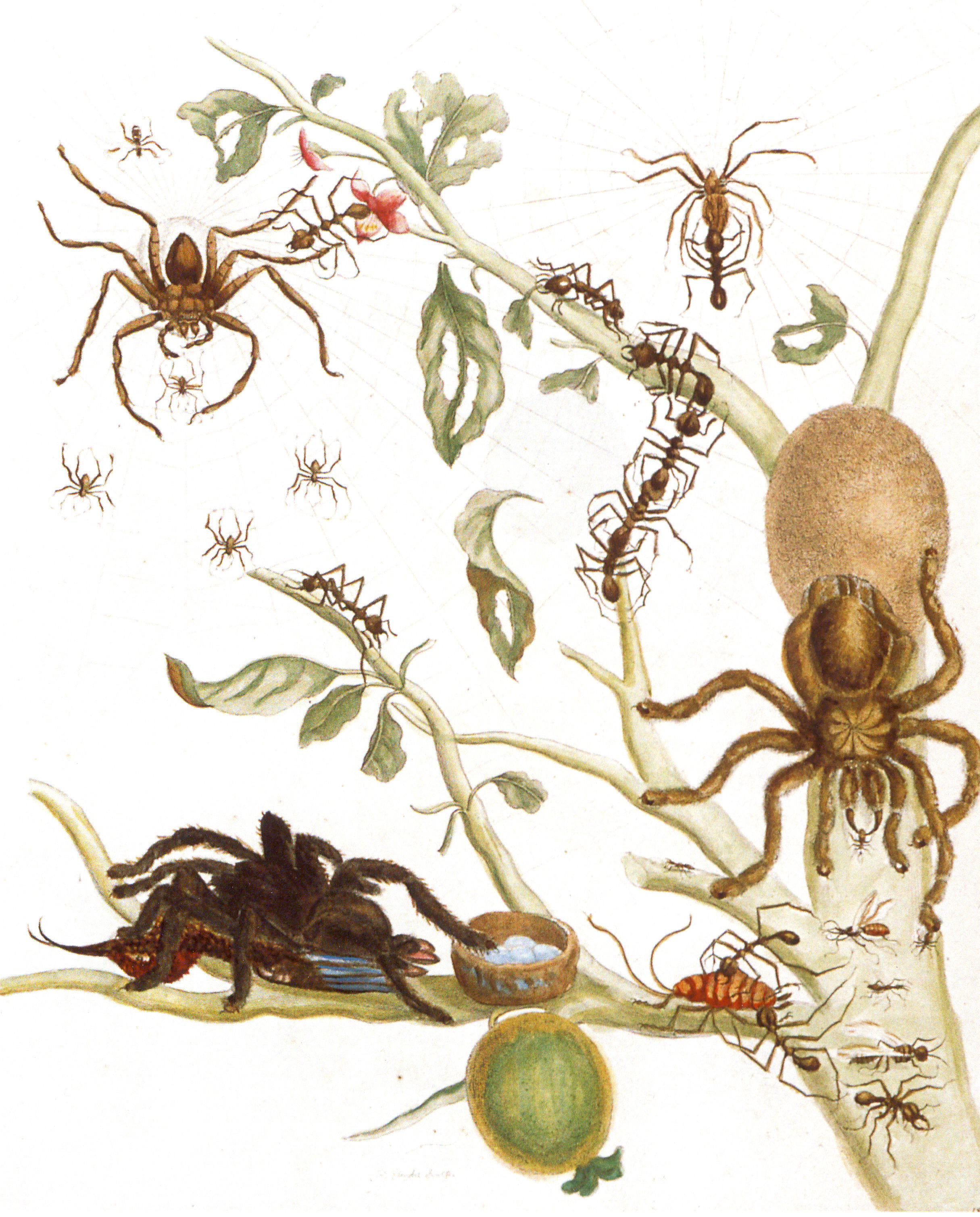
Färglagd kopparetsning från
Metamorphosis insectorum Sirunamensium,
Maria Sibylla Merian,
Plate XLIII,
"Spindlar, myror och en kolibri på en guava-gren."
Spindel: Avicularia avicularia

## Underfamiljer
- Acanthopelminae
  - Acanthopelma

- Aviculariinae

- - Avicularia - trädlevande
  - Ephobopus - marklevande
  - Pachistopelma
  - Tapinauchenius

- Eumenophorinae

- - Anoploscelus
  - Batesiella
  - Citharischius
  - Encyocrates
  - Eumenophorus
  - Hysterocrates
  - Loxomphalia
  - Loxoptygus
  - Monocentropus
  - Myostola
  - Phoneyusa
  - Polyspina

- Harpactirinae

- - Ceratogyrus
  - Coelogenium
  - Eucratoscelus
  - Harpactira
  - Pterinochilus

- Ischnocolinae

- - Chaetopelma
  - Cratorrhagus
  - Heterothele
  - Ischnocolus
  - Nesiergus
  - Plesiophrictus/Neoplesiophrictus

- Ornithoctoninae - asiatiska marklevande

- - Citharognathus
  - Cyriopagopus
  - Haplopelma
  - Lampropelma
  - Ornithoctonus
  - Phormingochilus

- Poecilotheriinae
  - Poecilotheria - indiska- sri lankesiska

- Selenocosmiinae - asiatiska marklevande

- - Chilobrachys
  - Chilocosmia
  - Coremiocnemis
  - Haplocosmia
  - Lyrognathus
  - Orphnaecus
  - Phlogiellus
  - Phlogius
  - Psalmopoeus
  - Selenocosmia
  - Selenopelma
  - Selenotholus
  - Selenotypus

- Selenogyrinae

- - Annandaliella
  - Euphrictus
  - Selenogyrus

- Spelopelminae - grottlevande arter
  - Spelopelma

- Stromatopelminae - trädlevande

- - Heteroscodra
  - Stromatopelma

- Theraphosinae - största familjen

- - Acanthoscurria
  - Apachepelma
  - Aphonopelma
  - Brachypelma
  - Brachypelmides
  - Chromatopelma
  - Citharacanthus
  - Crassicrus
  - Cyclosternum
  - Cyriocosmus
  - Cyrtopholis
  - Euathlus
  - Eupalaestrus
  - Grammostola
  - Hapalopus
  - Hapalotremus
  - Hemirrhagus
  - Homoeomma
  - Lasiodora
  - Lasiodorides
  - Megaphobema
  - Melloleitaoina
  - Metriopelma
  - Nesipelma
  - Nhandu
  - Ozopactus
  - Pamphobeteus
  - Paraphysa
  - Phormictopus
  - Plesiopelma
  - Pseudhapalopus
  - Pseudoschizopelma
  - Pseudotheraphosa
  - Schismatothele
  - Schizopelma
  - Sericopelma
  - Sphaerobothria
  - Stichoplastoris
  - Theraphosa
  - Thrixopelma
  - Tmesiphantes
  - Vitalius
  - Xenesthis

- Thrigmopoeinae - indiska

- - Haploclastus
  - Thrigmopoeus